# کلکوتنا
کلکوتنا (به لهستانی:  Klekotna) یک روستا در لهستان است که در گمینا دوبروجنگ واقع شده‌است.